# 斐濟友好城市或姐妹城市列表
本列表為有跟斐濟城市結為友好城市（通常為歐洲城市）或姐妹城市（通常為其他地方的城市）的外國城市列表。

## L
勞托卡
- 中國江門市

## N
楠迪
- 中國杭州市

拉省
- 美國德斯普蘭斯

納西努
- 萬那社謝法省

## S
蘇瓦
- 中國北海市
- 澳洲布賴頓自治市
- 中國廣東省
- 巴布亞紐幾內亞莫尔斯比港
- 中國紹興市
- 南韓龍山區